# اساسینز کرید: افشاگری‌ها
اساسینز کرید: افشاگری‌ها (به انگلیسی: Assassin's Creed: Revelations) یک بازی ویدئویی است که توسط یوبی‌سافت مونترآل و در سبک مخفی‌کاری و اکشن ماجرایی در دنیای آزاد ساخته و منتشر شد. این بازی در ۱۵ نوامبر ۲۰۱۱ برای کنسول‌های پلی‌استیشن ۳ و ایکس‌باکس ۳۶۰ منتشر شد. نسخه مایکروسافت ویندوز این بازی نیز در تاریخ ۲۹ نوامبر ۲۰۱۱ به بازار عرضه شد.
این بازی به کارگردانی الکساندر آمانچیو، تهیه‌کنندگی مارتین شلینگ و طراحی الکساندر برالت و با موتور انویل طراحی و ساخته شده‌است. کار نواخت آهنگ و صداگذاری نیز بر عهده جسپر کید و لورن بالفه بوده‌است.
در این بازی شخصیت‌های مشهور بازی‌های قبلی مجموعه اساسینز کرید همچون الطائر، اتزیو آئودیتوره و دزموند مایلز به کار گرفته شده‌اند.
داستان این بازی در ادامهٔ داستان نسخهٔ پیشین این سری، اساسینز کرید: برادری روایت می‌شود. اتزیو، پس از پایان یافتن رویدادهای اساسینز کرید: برادری، برای یافتن پاسخی برای پرسش‌های خود، پیرامون پیشینهٔ اساسین‌ها و نیای افسانه‌ای خود، الطائر، مسیر قلعه مصیاف را در پیش می‌گیرد؛ مکانی که تا چند سده پیش از او، محل حضور و فعالیت‌های الطائر و گروه اساسین‌ها بود. اتزیو در پی یافتن کتابخانه‌ای مخفی در درون این محوطه است که متعلق به الطائر بوده‌است. جستجویی که او را با الطائر و دزموند مایلز ارتباط می‌دهد.
بازی در چند مقطع زمانی متفاوت روایت می‌گردد. زمان حال، دوران رنسانس و دوران جنگ‌های صلیبی، بازه‌های زمانی هستند که توسط شخصیت‌های متفاوتی به تصویر کشیده می‌شوند. روند غالب بازی، در دوران رنسانس و داستان اتزیو آئودیتوره است که در قسطنطنیه، مصیاف و در سایر مکان‌ها، به جستجویی برای یافتن پاسخ پرسش‌های خود می‌گردد. او اینک ۵۲ ساله است.
نشریه بازی‌نما از نوآوری‌هایی مانند بهبود سازوکار تشکیل انجمن برادری اساسین‌ها، گنجاندن ویژگی حس عقابی و … در این بازی یاد نموده و بیشترین ایراد وارد شده به این بازی را تکراری شدن بیش از اندازه روند گیم‌پلی این سری دانسته‌است. آی‌جی‌ان نیز از نوآوری‌های بازی استقبال نموده اما معتقد است روند حاکم بر این سری بیش از حد تکراری شده‌است، با این وجود این وبگاه از این بازی به عنوان بهترین نسخه این سری در این سبک و یک بازی بزرگ یاد کرد.
این بازی با فروش ۳٫۸۳ میلیون نسخه در پلی‌استیشن ۳، ۳٫۹۰ میلیون نسخه‌ای در ایکس‌باکس ۳۶۰ و ۰٫۴۵ میلیونی در ویندوز؛ در مجموع بیش از ۸ میلیون نسخه در سرتاسر جهان، تا تاریخ ۹ مارس ۲۰۱۳ به فروش رساند.

## روند بازی

خنجر قلاب‌دار سلاح جدید اتزیو و اساسین‌های ترک، اتزیو با کمک این سلاح از طریق زیپ‌لاین‌ها مسافت‌های طولانی شهر را با سرعت بیشتری می‌پیماید.

اساسینز کرید: افشاگری‌ها، ادامهٔ روند تکاملی نمایش محیطی با ویژگی‌های دنیای آزاد قرار دارد. بازیباز، کنترل شخصیت اصلی این سری، دسموند مایلز را بر عهده داشته و توسط وی، بخش تاریخچه‌ای بازی را روایت می‌کند. بخش تاریخچهٔ این بازی، روایتگر دو دورهٔ رنسانس و جنگ‌های صلیبی بوده که به ترتیب، اتزیو و الطائر ماجراهای پنهانی از این دوران‌ها را نمایان می‌سازند که نمایش رویدادهای دوران رنسانس، توسط اتزیو، بخش بنیادین بازی را شامل می‌شود. اتزیو ۵۲ ساله، اینک در قسطنطنیه حضور دارد. این شهر به چهار بخش کنستانتین بیازید امپریال و گالاتا تقسیم شده‌است. اتزیو، همانند نسخه‌های پیشین این سری، توانایی بالا و پایین رفتن از بناهای شهر را دارد. بناها و ساختمان‌های شهر قسطنطنیه توسط طناب‌هایی به نام زیپ‌لاین به یکدیگر متصل هستند که با کمک آیتم جدیدی به نام خنجر قلاب‌دار، اتزیو توانایی نقل و انتقال سریع میان دو ساختمان را خواهد داشت. خنجر قلاب‌دار، آیتمی جدید بوده که جایگزین آیتم خنجر دوم شده‌است. این آیتم، افزون بر قابلیت استفاده در زیپ‌لاین‌ها، اتزیو را در بالا رفتن هرچه سریع‌تر از بناهای شهر نیز یاری می‌کند. اتزیو همچنین در این بازی، توانایی ساخت ۳۰۰ نوع بمب، برای از میان برداشتن دشمنان خود را دارد. چگونگی کنترل سلاح‌ها نیز نسبت به نسخه‌های پیشین دچار تفاوت گشته‌است: بدین صورت که چگونگی گزینش سلاح‌ها به صورت تفکیکی بوده و بازیباز توانایی استفاده هم‌زمان سلاح سرد و سلاح پرتابی را دارد.

در این بازی ویژگی دید عقابی به حس عقابی تغییر پیدا کرده‌است. حس عقابی به مانند حس ششم برای اتزیو عمل می‌کند.

توانایی دید عقابی اتزیو به توانایی حس عقابی تغییر پیدا نموده و اتزیو با این توانایی، قابلیت یافتن مسیرهای حرکتی اهداف خود، از جمله دشمنان را دارا می‌باشد. همچون نسخه‌های گذشتهٔ این سری، بازیباز توانایی جمع‌آوری سکه و استفاده از آن، برای ارتقاء وضعیت کلی بازیکن خود را دارا می‌باشد. این بازی در هر سه نسخهٔ پلی‌استیشن ۳، ایکس‌باکس ۳۶۰ و رایانه، از کیفیت سه‌بعدی برجسته، در جریان گیم‌پلی و میان‌پرده‌های بازی برخوردار است.

### بخش چندنفره
این بازی همانند نسخهٔ پیشین این سری دارای یک بخش چندنفره و تحت شبکه نیز هست. بخش چندنفره در این بازی نیز همانند بازی برادری، از تمپلارها به عنوان شخصیت‌های قابل انتخاب استفاده می‌کند؛ بدین صورت که بازیباز با انتخاب یکی از تمپلارهای موجود، به کمک دستگاه آنیموس تلاش می‌کند تا به مهارت‌های اساسین‌ها دست یافته و در جهت پیشبرد مأموریت‌های خود استفاده کند. از ویژگی‌های جدید افزوده شده به بخش چندنفره، قابلیت ارتقاء شخصیت انتخاب شده‌است. سیستم رقابت‌سازی و زوم کردن بر روی اهداف دورتر که از نقاط ضعف بخش چندنفره نسخه پیشین بود، در این بازی رفع شده‌است. این بخش دارای دو حالت جدید به نام‌های مسابقه مرگ و تهاجم مصنوعی است. حالت مسابقهٔ مرگ در بازی گذشته با نام و شمایل دیگر وجود داشت. این بخش از مراحل تعقیب و گریز تشکیل می‌شود که نسبت به بازی گذشته از نقشه‌های کوچک‌تری برخوردار است. بخش تهاجم مصنوعی نیز دارای حالتی گروهی است که در آن افراد هر گروه باید شیٔ مورد نظر را از یکدیگر ربوده و از آن تا پایان در برابر ربوده شدن از جانب حریف مراقبت نمایند.

### مکان‌ها
سری اساسینز کرید، در نمایش و درگیر نمودن بازی‌باز با فضاها، محیط‌ها و شهرهای تاریخی در زمان‌های گذشته دارای شهرت در میان سایر بازی‌های رایانه‌ای است. بازی اساسینز کرید: افشاگری‌ها، در ادامهٔ این موفقیت، اتزیو آئودیتوره را، اینبار در محیطی خارج از ایتالیا و در مکانی دیگر از دنیا، در عصر رنسانس نمایش می‌دهد.

#### مصیاف
همانند نسخه نخست این سری، بازی افشاگری‌ها نیز از مصیاف آغاز می‌شود. جایی که اتزیو آئودیتوره در نخستین تلاش برای یافتن پاسخ پرسش‌های خود، به قلعه مصیاف، مکانی که الطائر زمانی در آنجا مشغول فعالیت بود می‌رود. اما این قلعه اکنون در تصرف تمپلارها است. به گفتهٔ الکساندر آمانچیو، اتزیو به مصیاف می‌رود تا به جستجوی پاسخ‌های خویش بپردازد. او درحقیقت در تلاش برای یافتن کتابخانه‌ای در مصیاف است، مکانی که الطائر از آن یاد می‌کند و اتزیو می‌بایست جا در پای نیای مشهور خود بگذارد. اتزیو این کتابخانه را پیدا می‌کند، اما در ورودی آنجا بسته‌است و باید کلیدهای پازل‌گونهٔ آن را، برای ورود به کتابخانه پیدا کند.

#### استانبول

نمایی از شهر استانبول از تنگه بسفر.

کلان‌شهر تاریخی استانبول، مکان شکل‌گیری بیشینهٔ داستان این بازی است. اتزیو هرچند در سرتاسر جهان، در قامت یک اساسین، رتبهٔ بسیار بالایی را داشته باشد، اما در این شهر پیچیده و گسترده یک خارجی و غریبه است. استانبول، عملاً مرکز فرهنگی بزرگی از سدهٔ شانزدهم بود و اتزیو، با کمک سایر اساسین‌های این شهر، با تکنیک‌های منحصربه‌فرد آن‌ها آشنا می‌شود. آمانچیو پیرامون این شهر، این گونه توضیح می‌دهد:
استانبول یک شهر عظیم است. درحقیقت این شهر به مانند یک دروازه برای دو قارهٔ آسیا و اروپا است. این شهر در دوران رنسانس، یک مرکز بزرگ تجاری بوده‌است، تجارت ادویه و سایر محصولات تجاری. این شهر یکی از مهم‌ترین دلایل رونق تجاری اروپا و آفریقا و ورود استعماری آنان در آینده بوده‌است، چرا که بیشینهٔ شمال آفریقا در آن زمان در کنترل امپراتوری عثمانی بوده‌است و این شهر مرکز این امپراتوری پهناور بوده‌است.
 در این بازی، شهر استانبول به چهار بخش تقسیم شده‌است. کنستانتین که بخش فقیرنشین شهر است، بیازید، امپریال و گالاتا که هریک دارای ویژگی‌های خاص خود می‌باشد.

#### کاپادوکیه

اتزیو در شهر کاپادوکیه. این شهر در دل کوه ساخته شده‌است.

شهر کاپادوکیه در این بازی، نه تنها با شهروندان عادی، بلکه توسط تمپلارهای مانوئل پالایالوگوس کنترل می‌شود. آن‌ها دشمنان قسم‌خورده اساسین‌ها و اتزیو هستند. این مکان در حقیقت یک دژ زیرزمینی با استحکامات مناسب است. الکساندر آمانچیو در این باره گفت: 
این شهر دارای دو بخش است، بخشی از آن در روی زمین و یک شهر عادی است، اما داستان اصلی این شهر در زیر زمین پی‌گیری می‌شود. این نخستین بار در این سری است. ما یک شهر کامل را در اعماق زمین مشاهده می‌کنیم.
 بخش زیرزمینی این شهر، مملو از تمپلارهای وفادار به مانوئل پالایولوگوس است.

#### رودس
جزیره رودس یکی دیگر از مکان‌های طراحی شده در این بازی است. این جزیره که توسط شوالیه‌های هاسپیتالر کنترل می‌گشت، تقریباً به‌طور کامل در قلعه‌ها و دژهای آن محصور بوده‌است. این مکان برای بازی در حالت چندنفره آزاد می‌شود. رودس، در بازه‌های زمانی گوناگون توسط حکومت‌های مختلف اشغال شده‌است و از این‌رو دارای فرهنگ‌های گوناگونی می‌باشد.

## داستان

اتزیو بر فراز برج گالاتا در شهر استانبول.

داستان این بازی در ادامهٔ داستان بازی پیشین این سری، اساسینز کرید: برادری می‌باشد. دسموند، پس از بیهوش شدن در انتهای بازی برادری، در جزیرهٔ آنیموس به هوش می‌آید. جزیرهٔ آنیموس مکانی مجازی برای انسان‌ها و نمونه‌هایی است که به صورت مرده یا در حالت کما، وارد دنیای مجازی آنیموس می‌گردند. او در این جزیره با کلای کژمارک مواجه می‌شود. کژمارک نمونه شماره ۱۶ شرکت آبسترگو بود. دسموند پس از صحبت‌هایی با کژمارک، وارد دروازهٔ آنیموس شده و شاهد رخدادهای پیش‌آمده برای اتزیو آئودیتوره، در دوران رنسانس می‌شود. اتزیو، پس از پایان یافتن رویدادهای اساسینز کرید: برادری، برای یافتن پرسش‌های خود، پیرامون پیشینهٔ اساسین‌ها و نیای افسانه‌ای خود، الطائر ابن لا احد، مسیر قلعه مصیاف را در پیش می‌گیرد؛ مکانی که تا چند سده پیش از او، محل حضور و فعالیت‌های الطائر و گروه اساسین‌ها بود. اتزیو در پی یافتن کتابخانه‌ای مخفی در درون این محوطه است، که متعلق به الطائر بوده‌است. او موضوع کتابخانه مخفی را، از آخرین یادداشت‌های پدرش، جیووانی آئودیتوره متوجه می‌شود. وی پس از رسیدن به قلعه مصیاف، با حمله تمپلارها مواجه شده و شهر را در تصرف آن‌ها می‌بیند. اتزیو پس از نجات یافتن از این حمله، به سوی کتابخانه مخفی الطائر حرکت کرده و سرانجام آن را می‌یابد اما ورودی این مکان اسرارآمیز بسته بوده و توسط ۵ کلید باز می‌شود. اتزیو درمی‌یابد که این ۵ کلید در قسطنطنیه مخفی شده‌است، پس بی‌درنگ به سمت قلب امپراتوری عثمانی حرکت می‌کند. وی پس از رسیدن به قسطنطنیه با یوسف تعظیم آشنا می‌شود؛ یوسف رهبر گروه اساسین‌های قسطنطنیه بوده و بنابراین، اتزیو اینک با اساسین‌های ترک، در راه رسیدن به اهداف خود هم‌پیمان می‌شود.
الطائر در زمان حمله مغول به مصیاف، مجموعه دستخط‌های خود، به همراه کلیدهای کتابخانه مخفی را به نیکولو پولو (پدر مارکو پولو) سپرد و از او خواست تا آن‌ها را در جایی امن قرار دهد. او کلیدها را در قسطنطنیه پنهان کرد. اتزیو در جریان جستجو برای یافتن این کلیدها، از گروه اساسین‌های ترک نیز کمک می‌گرفت و آن‌ها را در راه رهایی بخشیدن قسطنطنیه از نفوذ تمپلارها یاری می‌کرد. اتزیو با یافتن هر کلید توانایی مشاهده بخشی از رویدادهای پیش‌آمده برای الطائر، پس از قتل المعلم را می‌یافت. او پس از به دست آوردن ۵ کلید، به سمت قلعه مصیاف حرکت کرده و وارد این مکان اسرارآمیز می‌شود. مکانی که در آن، الطائر را به شکل مرده و اسکلت شده می‌یابد. الطائر، پس از قرار دادن «سیب عدن» در مکانی امن در همان کتابخانه، بر روی یک صندلی نشسته و جان خود را از دست می‌دهد.
اتزیو پس از ادای احترام به الطائر به سمت سیب عدن حرکت می‌کند، اما با این اندیشه که این شئ اسرارآمیز در جای امنی قرار دارد، از برداشتن آن خودداری می‌کند.

## شخصیت‌ها
شخصیت‌های قابل کنترل در این بازی، دسموند مایلز، اتزیو آئودیتوره و الطائر ابن لا احد است. این بازی نیز همانند سایر بازی‌های پیشین این سری، دارای مجموعه‌ای از شخصیت‌های واقعی و خیالی در کنار یکدیگر است. قهرمانان، متحدان، هماوردان و شخصیت‌های قابل انتخاب در حالت چندنفره، حالت‌های کلی حضور شخصیت‌ها در این بازی می‌باشد.

### بازیکنان اصلی
اساسین‌ها، شخصیت‌های اصلی و مثبت این بازی هستند. اتزیو، الطائر، دسموند مایلز و یوسف تعظیم از جملهٔ آن‌ها هستند. اتزیو و هم‌پیمانان او در این بازی، با برافراشتن پرچم عدالتخواهی، در برابر تمپلارها و متحدان آن‌ها قرار می‌گیرند. اساسین‌ها از سلاح‌های جنگی گوناگونی استفاده می‌کنند. شمشیر، خنجر، خنجر مخفی، بمب‌ها و سایر سلاح‌های گرم از آن جمله‌اند. در این بازی، اساسین‌های ترک از آیتم جدیدی به نام خنجر قلاب‌دار استفاده می‌کنند. این آیتم جدید به شخصیت قابل کنترل، توانایی بیشتری را برای بالا رفتن از ساختمان‌ها می‌دهد، افزون بر این‌که قابلیت استفاده به عنوان سلاح، همانند خنجر دوم را نیز دارد. اساسین‌های ترک همچنین مجهز به انواع گوناگونی از بمب‌های تخریبی و دودزا هستند که در مأموریت‌های خویش از آن‌ها استفاده می‌کنند.
| نام شخصیت       | قابل کنترل؟ | حقیقی/خیالی | پست                                      | نقش در بازی | وضعیت در کل داستان | صداگذار در این بازی |
| --------------- | ----------- | ----------- | ---------------------------------------- | --- | ------------------ | ------------------- |
| دسموند مایلز    | بله         | خیالی       | نمونه شماره ۱۷ / اساسین                  | در پایان رخدادهای اساسینز کرید: برادری، پس از آنکه دسموند مایلز با خنجر مخفی لوسی را [به صورت غیرارادی] به قتل رساند، خود نیز بی‌هوش شد و به کما رفت. احتمالاً او و لوسی توسط شان و ربکا و یک اساسین دیگر که در بیرون معبد پنهان شده بود، از آن مکان خارج شدند. دسموند در شوک این رخداد غیرارادی، به حالت کما رفت، درست مثل نمونه شمارهٔ ۱۶ که در حالت مرگ و زندگی وارد آنیموس شده بود، دسموند نیز پای به این جزیره گذاشت. دسموند اینک در جزیرهٔ آنیموس است. جزیره‌ای که نمونه‌های غیرفعال وارد آن می‌شوند. | مرده               | نولان نورث          |
| اتزیو آئودیتوره | بله         | خیالی       | رئیس گروه اساسین‌های ایتالیا              | اتزیو آئودیتوره دا فیرنزه، شخصیت محوری اساسینز کرید ۲، اساسینز کرید: برادری و اکنون افشاگری‌ها است. نمایش زندگی اتزیو، از نوزادی، دوران بلوغ، جوانی و اکنون در دوران میانسالی را دربر گرفته‌است. او که بیشتر اعضای خانواده‌اش را به ناحق از دست داده بود، با هدف انتقام‌جویی به گروه اساسین می‌پیوندد و در صدد انتقام‌جویی برمی‌آید. رودریگو بورجیا و چزاره بورجیا، هماوردان و تمپلارهای اصلی اتزیو بودند. اینک و در افشاگری‌ها، اتزیو در قامت یک پرسش‌گر، به دنبال گذشتهٔ خود است. این که او در چه مسیری قرار گرفته‌است و ابتدا و انتهای این مسیر به کجا می‌رسد.                                                                                                   | مرده               | راجر اسمیت          |
| الطائر          | بله         | خیالی       | عضو گروه اساسین‌ها در دوران جنگ‌های صلیبی  | شخصیت اصلی نسخه اصلی بازی که زندگی او دارای جنبه‌های گوناگونی از رازهای پنهان است. چگونگی ادامه یافتن خون او، اکتشافات و فاش‌سازی‌های الطائر و ابعاد مختلف زندگی او، دارای ابهامات فراوانی است. در افشاگری‌ها، اتزیو این قابلیت را پیدا می‌کند که با پیدا کردن هر کلید از کلیدهای پنج‌گانه، روایتی مخفی از زندگی پر رمز و راز نیای افسانه‌ای خود را مشاهده کند. | مرده               | کاس انور            |
| یوسف تعظیم      | خیر         | خیالی       | رئیس گروه اساسین‌های ترک                  | زمانی که اتزیو به درجه فرماندهی کل اساسین‌های ایتالیا دست یافت، او در میان اساسین‌های سایر شهرها نیز مشهور شد. یکی از این افراد، یوسف تعظیم، فرمانده اساسین‌های ترک بود. گرچه اتزیو از درجهٔ بالاتری نسبت به اساسین‌ها برخوردار بود، اما او سازوکارهای جدیدی را از یوسف تعظیم آموخت. یوسف تعظیم شخصیتی بود که اتزیو را در راه رسیدن به اهدافش یاری داد. | مرده               | کریس پارسون         |
| صوفیا سارتور    | خیر         | حقیقی       | کتاب‌فروش و تاجر در تجارت‌خانه خاندان پولو | بسیاری از شخصیت‌های سری اساسینز کرید، دارای ماهیتی حقیقی در بازه‌های زمانی گوناگون بوده‌اند، اما طراحی شخصیت صوفیا سارتور از روی یکی از نقاشی‌های آلبرشت دورر بوده‌است. صوفیا یک زن ونیزی بوده‌است که در جریان جنگ میان دو دولت عثمانی و ونیز، به استانبول رفت و در آن‌جا کتاب‌فروشی را در مجموعهٔ تجاری پولو ایجاد می‌کند. او یکی از مهم‌ترین یاری‌رسانان اتزیو در این بازی و معشوقهٔ او خواهد بود. | مرده               | کارلوتا مونتاناری   |
| شاهزاده سلیمان  | خیر         | حقیقی       | شاهزادهٔ امپراتوری عثمانی                 | سلیمان اول، شناخته‌شده‌ترین و مشهورترین سلطان امپراتوری عثمانی بود که در مدت بیش از چهل سال امپراتوری عثمانی را در اوج قدرت نگاه می‌دارد. در این بازی، شاهزاده سلیمان در سن ۱۷ سالگی، یعنی هفت سال پیش از به تخت نشستن او نمایش داده می‌شود. او در یک وضع بد سیاسی قرار گرفته‌است و اعضای خاندان سلطنتی، برای دراختیار گرفتن تاج و تخت سلطان سلیم مشغول جنگ با یکدیگر هستند. شهزاده احمد، عموی سلیمان و برادر سلطان سلیم، خواهان تاج و تخت است اما سلطان، تاج و تخت را برای پسر خود می‌خواهد. شاهزاده سلیمان، در این بازی با اتزیو آئودیتوره آشنا می‌شود و از او به دلیل نبوغ بالای فرماندهی‌اش در نبردهای تن‌به‌تن، از او در پیشبرد مقاصد سیاسی‌اش استفاده می‌کند. | مرده               | هاز اسلیمن          |

### هماوردان
| نام شخصیت          | نقش در بازی | صداگذار در این بازی |
| ------------------ | --- | ------------------- |
| شاهزاده احمد       | شاهزاده احمد، عموی شاهزاده سلیمان و برادر سلطان سلیم است. او به دنبال تاج و تخت بوده و در این راه جنگی خانوادگی را آغاز می‌کند. شاهزاده احمد یک تمپلار است. | تمیر حسن            |
| مانوئل پالایولوگوس | مانوئل پالایولوگوس، یکی دیگر از تمپلارهای حاضر در این بازی است. در تاریخ، درصورتی که سقوط قسطنطنیه رخ نمی‌داد، مانوئل می‌توانست بر اورنگ امپراتوری بیزانس تکیه زند. اما فتح قسطنطنیه پیش از تولد وی بود. او که در این بازی، بسیار متمول و خوش‌گذران است، یکی از دشمنان اصلی اتزیو و اساسین‌ها محسوب می‌شود. | ولاستا ورانا        |

## طراحی و ساخت
انتشار نخستین خبر غیررسمی از روند ساخت این بازی، برای نخستین بار توسط NeoGAF منتشر شد و بدون ذکر جزئیات بیشتر در اختیار عموم قرار گرفت. یکی از سخنگویان شرکت یوبی‌سافت نیز این خبر را نه تأیید و نه تکذیب کرد و تأیید آن را در زمان کنونی مناسب ندانست. در می ۲۰۱۱ فهرست مهم‌ترین عناوین شرکت‌های بازی‌سازی مختلف برای عرضه در نمایشگاه ای۳ ۲۰۱۱ معرفی شد که بازی اساسینز کرید: افشاگری‌ها در صدر محصولات شرکت یوبی‌سافت قرار داشت. شخصیت‌های این بازی، اتزیو آئودیتوره و الطائر ابن لا احد هستند و دسموند مایلز در حالت کما از طریق آنیموس به مشاهده رویدادهای تاریخی می‌پردازد. اتزیو به منظور یافتن پاسخی برای پرسش‌های زندگی‌اش ناگزیر به کنکاش پیرامون زندگی نیای خود، الطائر است و بدین منظور به شهرهای مهمی چون مصیاف و قسطنطنیه خواهد رفت. در این بازی وجود آیتم‌های جدیدی چون خنجر قلاب‌دار و بیش از ۳۰۰ نوع بمب نیز به بازی افزوده شده‌است. تبدیل شدن دید عقابی در بازی‌های پیشین به حس عقابی در این بازی نیز از دیگر اطلاعات ارائه شده برای این بازی است. الکساندر آمانچیو، کارگردان این بازی نیز در مصاحبه‌ای با وبگاه گیم‌اینفورمر، اقدام به ارائه اطلاعات تازه‌ای از این بازی نمود؛ او این بازی را حاصل همکاری شش شرکت زیرمجموعه یوبی‌سافت ذکر نمود و آن را آخرین بازی روایتگر داستان‌های اتزیو آئودیتوره عنوان کرد. او همچنین گفت که طرفداران این سری باید برای نسخه سوم صبر کنند، هرچند افشاگری‌ها دارای پیوند با نسخه سوم بازی است. جاسپر کید و لورن بالفه نیز آهنگسازان اصلی این بازی هستند. جاسپر کید پیش‌تر و در بازی‌های قبلی این سری نیز وظیفهٔ آهنگسازی و صداگذاری را بر عهده داشته‌است اما حضور لورن بالفه به شکل آهنگساز اصلی برای نخستین بار در این بازی بوده‌است؛ گرچه بالفه در اساسینز کرید: برادری موسیقی مربوط به پیش‌نمایش بازی را نواخته بود.

### ویرایش‌های عرضه شده
این بازی در ویرایش‌های مختلفی برای هردو نوع کنسولی و رایانه عرضه شده‌است. نسخه استاندارد، آنیموس، گردآورنده، ویژه، امضاء، نهایی و نسخه عثمانی ویرایش‌های عرضه شدهٔ این بازی برای نسخه‌های کنسولی و رایانه‌ای هستند.
| ویژگی‌ها                                         | استاندارد (کنسول‌ها و رایانه) | ویرایش آنیموس (کنسول‌ها و رایانه)                      | ویرایش گردآورنده (کنسول‌ها و رایانه)                  | ویرایش ویژه (کنسول‌ها و رایانه)        | ویرایش امضا (کنسول‌ها و رایانه)                       | بسته نهایی (کنسول‌ها و رایانه)                        | ویرایش عثمانی (کنسول‌ها و رایانه)                     |
| ----------------------------------------------- | ---------------------------- | ----------------------------------------------------- | ---------------------------------------------------- | ------------------------------------- | ---------------------------------------------------- | ---------------------------------------------------- | ---------------------------------------------------- |
| دیسک بازی                                       | آری                          | آری                                                   | آری                                                  | آری                                   | آری                                                  | آری                                                  | آری                                                  |
| بسته‌بندی اختصاصی                                | نه                           | آری (بسته‌بندی اختصاصی ویرایش آنیموس)                  | آری (بسته‌بندی ویژه ویرایش گردآورنده)                 | آری (جعبه استاندارد با طراحی اختصاصی) | نه                                                   | آری (جعبه مشکی مقوایی)                               | آری                                                  |
| دارای کتاب دانشنامه بازی                        | نه                           | آری                                                   | نه                                                   | نه                                    | نه                                                   | نه                                                   | نه                                                   |
| کتابچه ۵۰ صفحه‌ای مصور                           | نه                           | نه                                                    | آری                                                  | نه                                    | نه                                                   | نه                                                   | نه                                                   |
| به همراه موسیقی متن اصلی                        | نه                           | آری                                                   | آری                                                  | آری                                   | آری                                                  | آری                                                  | نه                                                   |
| انیمیشن خاکسترها                                | نه                           | آری                                                   | آری                                                  | نه                                    | آری                                                  | آری                                                  | نه                                                   |
| مأموریت یک‌نفره اختصاصی                          | نه                           | آری (زندان Vlad the Impaler)                          | آری (زندان Vlad the Impaler)                         | نه                                    | آری (زندان Vlad the Impaler)                         | آری (زندان Vlad the Impaler)                         | آری (زندان Vlad the Impaler)                         |
| شخصیت اختصاصی در بخش چندنفره                    | نه                           | آری (صلیبی‌ها و دلقک عثمانی)                           | آری (صلیبی‌ها و دلقک عثمانی)                          | آری (صلیبی‌ها و پزشک عثمانی)           | آری (دلقک عثمانی)                                    | آری (دلقک عثمانی)                                    | آری (صلیبی‌ها، دلقک عثمانی و پزشک عثمانی)             |
| زره اختصاصی برای اتزیو                          | نه                           | آری (زره بروتوس)                                      | آری (زره ترکی و زره بروتوس)                          | آری (زره ترکی)                        | نه                                                   | نه                                                   | آری (زره ترکی و زره بروتوس)                          |
| لباس الطائر/اتزیو در لباس الطائر                | نه                           | آری (به عنوان هدیه پیش‌خرید بازی از EB Games استرالیا) | آری (به عنوان هدیه پیش‌خرید بازی در بریتانیا)         | نه                                    | نه                                                   | نه                                                   | آری                                                  |
| ارتقاء ظرفیت‌ها                                  | نه                           | آری (برای خشاب تفنگ مخفی، بمب‌ها و تیرهای تیر و کمان)  | آری (برای خشاب تفنگ مخفی، بمب‌ها و تیرهای تیر و کمان) | نه                                    | آری (برای خشاب تفنگ مخفی، بمب‌ها و تیرهای تیر و کمان) | آری (برای خشاب تفنگ مخفی، بمب‌ها و تیرهای تیر و کمان) | آری (برای خشاب تفنگ مخفی، بمب‌ها و تیرهای تیر و کمان) |
| ماکت ماشین پرنده لئوناردو دا وینچی در مقیاس ۶–۷ | نه                           | نه                                                    | نه                                                   | نه                                    | نه                                                   | آری                                                  | نه                                                   |
| ماکت اتزیو در اندازه ۷ اینچ                     | نه                           | نه                                                    | نه                                                   | نه                                    | نه                                                   | آری                                                  | نه                                                   |

## محتواهای قابل دانلود

### بستهٔ شخصیت‌های پیشدادی
نخستین دی‌ال‌سی این بازی در ۱۳ دسامبر ۲۰۱۱ قابلیت بارگیری از اینترنت را یافت. این بسته با نام بستهٔ شخصیت‌های پیشدادی، شامل چهار شخصیت جدید قابل انتخاب در بخش چند نفره است. همچنین این بسته با داشتن ۳۲۰ امتیاز مایکروسافت برای ایکس‌باکس ۳۶۰ و با قیمت ۳٫۹۹ دلار برای پلی‌استیشن ۳ قابل استفاده است.

### بستهٔ نقشهٔ گردشگر دریای مدیترانه
بستهٔ نقشهٔ گردشگر دریای مدیترانه در ۲۴ ژانویه ۲۰۱۲ قابل بارگیری از اینترنت پیدا کرد. این بسته شامل ۶ نقشه در بخش چندنفره است که سه نقشه از آن جدید و سه نقشه از آن در نسخهٔ برادری نیز وجود داشته‌است.

### بایگانی گمشده
بایگانی گمشده نام یکی دیگر از دی‌ال‌سی‌های عرضه شده برای این بازی بود که در ۲۸ فوریه ۲۰۱۲ امکان بارگیری از اینترنت را یافت. این بسته بر روی داستان‌های مرتبط با نمونه شماره ۱۶، کلای کژمارک و نحوه ربوده شدن وی توسط شرکت آبسترگو و فعالیت وی برای این شرکت است. همچنین در این بسته، لوسی استیل‌من نیز حضور دارد و داستان‌های پیش‌زمینه‌ای از او، در این دی‌ال‌سی نمایش داده می‌شود.

## انتشار
یوبی‌سافت درابتدا اعلام نمود که بازی به‌طور هم‌زمان در تاریخ ۱۵ نوامبر ۲۰۱۱، برای هرسه پلت‌فرم رایانه‌های شخصی، ایکس‌باکس ۳۶۰ و پلی‌استیشن ۳ منتشر خواهد شد. این درحالی‌است که نسخه ویندوز این بازی در تاریخ دیگری عرضه شد.

### پلی‌استیشن ۳
نسخه پلی‌استیشن ۳ این بازی در تاریخ ۱۵ نوامبر ۲۰۱۱، به‌طور هم‌زمان در آمریکا، استرالیا و اروپا منتشر شد. همچنین سایر ویرایش‌های ساخته شده از این بازی نیز در کنار نسخه اصلی به‌طور هم‌زمان انتشار یافت. این بازی در ۱ دسامبر همان سال در ژاپن نیز به بازار فروش عرضه گشت.
| عنوان بازی                                      | انتشاردهنده | تاریخ انتشار   | منطقه    | رتبه‌بندی | شماره ثبت  |
| ----------------------------------------------- | ----------- | -------------- | -------- | -------- | ---------- |
| اساسینز کرید: افشاگری‌ها                         | یوبی‌سافت    | ۱۵ نوامبر ۲۰۱۱ | استرالیا | MA       |            |
| اساسینز کرید: افشاگری‌ها (ویرایش امضاء)          | یوبی‌سافت    | ۱۵ نوامبر ۲۰۱۱ | آمریکا   | M        |            |
| اساسینز کرید: افشاگری‌ها (ویرایش آنیموس)         | یوبی‌سافت    | ۱۵ نوامبر ۲۰۱۱ | استرالیا | MA       |            |
| اساسینز کرید: افشاگری‌ها                         | یوبی‌سافت    | ۱۵ نوامبر ۲۰۱۱ | اروپا    | ۱۸+      |            |
| اساسینز کرید: افشاگری‌ها (ویرایش گردآورنده)      | یوبی‌سافت    | ۱۵ نوامبر ۲۰۱۱ | اروپا    | ۱۸+      |            |
| اساسینز کرید: افشاگری‌ها (ویرایش ویژه)           | یوبی‌سافت    | ۱۵ نوامبر ۲۰۱۱ | اروپا    | ۱۸+      | BLES-01467 |
| اساسینز کرید: افشاگری‌ها                         | یوبی‌سافت    | ۱۵ نوامبر ۲۰۱۱ | آمریکا   | M        | BLUS-30808 |
| اساسینز کرید: افشاگری‌ها (ویرایش آنیموس)         | یوبی‌سافت    | ۱۵ نوامبر ۲۰۱۱ | اروپا    | ۱۸+      |            |
| اساسینز کرید: افشاگری‌ها                         | یوبی‌سافت    | ۱۵ نوامبر ۲۰۱۱ | AS       | M18      | BLAS-۵۰۴۱۸ |
| اساسینز کرید: افشاگری‌ها                         | یوبی‌سافت    | ۲۹ نوامبر ۲۰۱۱ | کره      | ۱۸       |            |
| اساسینز کرید: افشاگری‌ها                         | یوبی‌سافت    | ۱ دسامبر ۲۰۱۱  | ژاپن     | Z        | BLJM-۶۰۴۱۲ |
| اساسینز کرید: افشاگری‌ها (فروشگاه پلی‌استیشن)     | یوبی‌سافت    | ۲۳ مارس ۲۰۱۲   | اروپا    | ۱۸+      |            |
| اساسینز کرید: افشاگری‌ها (فروشگاه پلی‌استیشن)     | یوبی‌سافت    | ۲۹ می ۲۰۱۲     | آمریکا   | M        |            |
| اساسینز کرید: افشاگری‌ها (پلاتینیوم)             | یوبی‌سافت    | ۱ ژوئن ۲۰۱۲    | اروپا    | ۱۸+      |            |
| اساسینز کرید: افشاگری‌ها (بهترین‌های پلی‌استیشن ۳) | یوبی‌سافت    | ۱ اوت ۲۰۱۲     | AS       | M18      | BLAS-۵۰۴۹۹ |

### ایکس‌باکس ۳۶۰
نسخه ایکس‌باکس ۳۶۰ این بازی نیز همانند نسخه پلی‌استیشن ۳ در تاریخ ۱۵ نوامبر ۲۰۱۱ و به‌طور هم‌زمان در آمریکا، استرالیا و اروپا منتشر شد. همچنین سایر ویرایش‌های ساخته شده از این بازی نیز در کنار نسخه اصلی به‌طور هم‌زمان انتشار یافت. این بازی در ۱ دسامبر همان سال در ژاپن نیز به بازار فروش عرضه گشت.
| عنوان بازی                                 | انتشاردهنده | تاریخ انتشار   | منطقه    | رتبه‌بندی | شماره ثبت  |
| ------------------------------------------ | ----------- | -------------- | -------- | -------- | ---------- |
| اساسینز کرید: افشاگری‌ها                    | یوبی‌سافت    | ۱۵ نوامبر ۲۰۱۱ | آمریکا   | MA       | 526841-CVR |
| اساسینز کرید: افشاگری‌ها                    | یوبی‌سافت    | ۱۵ نوامبر ۲۰۱۱ | استرالیا | MA       |            |
| اساسینز کرید: افشاگری‌ها                    | یوبی‌سافت    | ۱۵ نوامبر ۲۰۱۱ | اروپا    | ۱۸+      |            |
| اساسینز کرید: افشاگری‌ها (ویرایش آنیموس)    | یوبی‌سافت    | ۱۵ نوامبر ۲۰۱۱ | اروپا    | ۱۸+      |            |
| اساسینز کرید: افشاگری‌ها (ویرایش گردآورنده) | یوبی‌سافت    | ۱۵ نوامبر ۲۰۱۱ | اروپا    | ۱۸+      |            |
| اساسینز کرید: افشاگری‌ها (ویرایش امضاء)     | یوبی‌سافت    | ۱۵ نوامبر ۲۰۱۱ | آمریکا   | M        |            |
| اساسینز کرید: افشاگری‌ها (ویرایش آنیموس)    | یوبی‌سافت    | ۱۵ نوامبر ۲۰۱۱ | استرالیا | MA       |            |
| اساسینز کرید: افشاگری‌ها                    | یوبی‌سافت    | ۱۵ نوامبر ۲۰۱۱ | AS       | M18      |            |
| اساسینز کرید: افشاگری‌ها                    | یوبی‌سافت    | ۲۹ نوامبر ۲۰۱۱ | کره      | ۱۸       |            |
| اساسینز کرید: افشاگری‌ها                    | یوبی‌سافت    | ۱ دسامبر ۲۰۱۱  | ژاپن     | Z        | JES1-۰۰۱۹۵ |
| اساسینز کرید: افشاگری‌ها (بازی در تقاضا)    | یوبی‌سافت    | ۲۲ می ۲۰۱۲     | اروپا    | ۱۸+      |            |
| اساسینز کرید: افشاگری‌ها (بازی در تقاضا)    | یوبی‌سافت    | ۲۲ می ۲۰۱۲     | آمریکا   | M        |            |
| اساسینز کرید: افشاگری‌ها (کلاسیک‌ها)         | یوبی‌سافت    | ۱ ژوئن ۲۰۱۲    | اروپا    | ۱۸+      |            |

### ویندوز
نسخه ویندوز این بازی با دو هفته تأٰخیر دو هفته‌ای نسبت به دو پلت‌فرم پلی‌استیشن ۳ و ایکس‌باکس ۳۶۰ و در تاریخ ۲۹ نوامبر ۲۰۱۱ عرضه شد. این عرضه فقط مربوط به بازارهای آمریکا بود. این بازی در ۲ دسامبر همان سال در ناحیه اروپا نیز عرضه شد.
| عنوان بازی                                 | انتشاردهنده | تاریخ انتشار   | منطقه    | رتبه‌بندی |
| ------------------------------------------ | ----------- | -------------- | -------- | -------- |
| اساسینز کرید: افشاگری‌ها                    | یوبی‌سافت    | ۲۹ نوامبر ۲۰۱۱ | آمریکا   | M        |
| اساسینز کرید: افشاگری‌ها (ویرایش امضاء)     | یوبی‌سافت    | ۲۹ نوامبر ۲۰۱۱ | آمریکا   | M        |
| اساسینز کرید: افشاگری‌ها (بخار)             | یوبی‌سافت    | ۲۹ نوامبر ۲۰۱۱ | آمریکا   | M        |
| اساسینز کرید: افشاگری‌ها (ویرایش آنیموس)    | یوبی‌سافت    | ۲ دسامبر ۲۰۱۱  | اروپا    | ۱۸+      |
| اساسینز کرید: افشاگری‌ها (ویرایش گردآورنده) | یوبی‌سافت    | ۲ دسامبر ۲۰۱۱  | اروپا    | ۱۸+      |
| اساسینز کرید: افشاگری‌ها                    | یوبی‌سافت    | ۲ دسامبر ۲۰۱۱  | اروپا    | ۱۸+      |
| اساسینز کرید: افشاگری‌ها                    | یوبی‌سافت    | ۱۴ دسامبر ۲۰۱۱ | کره      | ۱۸       |
| اساسینز کرید: افشاگری‌ها                    | یوبی‌سافت    | TBA            | استرالیا | MA       |
| اساسینز کرید: افشاگری‌ها (ویرایش آنیموس)    | یوبی‌سافت    | TBA            | استرالیا | R        |

## فناوری‌ها
این بازی با موتور انویل ساخته شده‌است. همچنین این بازی از فناوری با نام Mocam در ساخت خود بهره می‌برد. این فناوری به طراحان اجازه می‌دهد تا حرکات صورت و چهره بازیگرها را در زمان ضبط تصاویر با کمک نصب یک لنز مخصوص در جلوی کلاهی که بر سر دارند، ضبط نمایند. این لنز به صورت خودکار خودش را با حرکات بازیگر تطبیق داده و آن را به رایانه منتقل می‌کند. رایانه نیز این حرکات را تشخیص داده و آن را به انیمیشن شخصیت داخل بازی می‌افزاید. به کمک این فناوری، طراحان قادر خواهند بود با در اختیار داشتن تصاویری حقیقی از افراد و ترکیب آن‌ها، چهره‌هایی متفاوت و یکتا را در درون بازی پدیدآورند و چهره و حرکات شهروندان شهر را متمایز از یکدیگر نشان دهند که باعث هرچه پویاتر شدن شهر می‌گردد.

## موسیقی و صداگذاری
موسیقی متن و صداگذاری بازی توسط جاسپر کید و لورن بالفه بوده‌است و در قالب ۳ دیسک نیز منتشر شده‌است. صداگذاری و کار نواختن موسیقی متن سری اساسینز کرید همواره توسط جاسپر کید انجام می‌شد و این نخستین همکاری لورن بالفه در ساخت موسیقی متن برای این سری است، گرچه او پیش از این ساخت موسیقی متن تریلر اساسینز کرید: برادری را نیز انجام داده بود. در موسیقی متن منتشر شده از این بازی، موسیقی‌های ساخته شده توسط بالفه، موسیقی متن بخش‌های سینماتیک و میان‌پرده‌های بازی است در حالی‌که موسیقی‌های ساخته شده توسط جاسپر کید، دربرگیرنده جریان داستان در گیم‌پلی بازی است.

## بازتاب‌ها
| گردآورنده  | امتیاز                                 |
| ---------- | -------------------------------------- |
| گیم‌رنکینگز | (PS3) ۸۰٫۰۵٪ (X360) ۷۹٫۳۷٪ (PC) ۷۴/۶۷٪ |
| متاکریتیک  | (PS3) ۸۰/۱۰۰ (X360) ۸۰/۱۰۰ (PC) ۸۰/۱۰۰ |

| ناشر                   | امتیاز    |
| ---------------------- | --------- |
| وان‌آپ.کام              | B+        |
| اج                     | ۷/۱۰      |
| یوروگیمر               | ۷/۱۰      |
| گیم اینفورمر           | ۸٫۷۵/۱۰   |
| گیم‌پرو                 | ۷/۱۰      |
| گیم‌اسپات               | ۸/۱۰      |
| گیمز ریدار+            | ۸/۱۰      |
| گیم‌تریلرز              | ۸٫۸/۱۰    |
| آی‌جی‌ان                 | ۸٫۵/۱۰    |
| اوپی‌ام (بریتانیا)      | ۹/۱۰      |
| اواکس‌ام (ایالات متحده) | ۸٫۵/۱۰    |
| VideoGamer.com         | ۷/۱۰      |
| Destructoid            | ۷٫۵/۱۰    |
| Joystiq                | 4/5 ستاره |

بازی‌نما جایگزین شدن ویژگی حس عقابی را با دید عقابی مثبت دانسته و در ادامه این تغییر اساسی را یکی از پیشرفت‌های این بازی نسبت به سه نسخه پیشین ارزیابی نموده‌است. این ویژگی بنابه گفته سازندگان بازی، این قابلیت را به اتزیو می‌دهد تا با زوم کردن روی شخص مورد نظر و افزایش ضربان قلب او، از دشمن بودن یا نبودن شخص مورد نظر آگاهی یابد؛ که همانند حس ششم درنظر گرفته می‌شود. بازی‌نما همچنین بخش تشکیل و ساماندهی انجمن برادری اساسین‌ها را تکامل یافته‌تر از نسخه پیشین دانسته‌است. این نشریه همچنین از برطرف شدن برخی از مشکلات بخش چندنفره و برخط نسخه پیشین در این بازی استقبال نموده و اضافه کرد، سیستم رقابت‌سازی و زوم کردن بر روی اهداف دورتر که از نقاط ضعف نسخه پیشین بود، در این بازی رفع شده‌است. بازی‌نما همچنین وجود آیتم Data Fragment در محیط شهر را که توسط اتزیو پیدا می‌شوند و به نوعی کلید دسترسی دسموند به افکار گمشده‌اش می‌شود را کاملاً جدید و از نوآوری‌های بخش گیم‌پلی بازی برشمرده است. مهم‌ترین ایرادهای بازی از دیدگاه بازی‌نما بیش از حد تکراری شدن روند بازی و گیم‌پلی آن دانسته شده‌است. این نشریه همچنین بخش مبارزات در این بازی را همانند نسخه‌های قبلی بسیار آسان دانسته و اضافه کرد، هرچند ویژگی‌های جدیدی مانند افزایش و تنوع بمب‌ها، سلاح‌ها و حتی تاکتیکی‌تر شدن مبارزات را در این نسخه شاهد هستیم، اما همچنان مبارزه بیش از اندازه آسان است و حتی اگر در جمع زیادی از سربازان و گاردها نیز محاصره شویم، هیچ اضطرابی بازی‌باز را تهدید نمی‌کند؛ زیرا به راحتی می‌تواند همه آن‌ها را نابود و در پایان فرار کند.
آی‌جی‌ان به این بازی، امتیاز ۸٫۵ از ۱۰ را داد و در نقد خود از ویژگی‌های مثبت و منفی این بازی یاد کرد. این وبگاه از افزوده شدن ویژگی انتخاب جداگانه سلاح دوم، که توسط یک فهرست در منوی انتخاب اسلحه‌ها قابل انجام است را مناسب دانسته و آن را کمکی برای بهتر انجام دادن مأموریت‌ها توسط بازیباز ارزیابی کرده‌است. آی‌جی‌ان همچنین موضوع تنوع بمب‌ها و سلاح‌های جدیدی مانند خنجر قلاب‌دار، که دارای کارایی‌هایی فراتر از یک سلاح معمول هستند را نیز از مزایای بازی برشمرد. مأموریت‌های جدیدی همچون دفاع از مخفیگاه اساسین‌ها و مأموریت‌های حل پازل برای دسموند را نیز جالب دانسته‌است. آی‌جی‌ان از تکراری شدن روند گیم‌پلی این سری که در این نسخه نیز پیگیری شده‌است خرده گرفت اما با این وجود افشاگری‌ها را بهترین نسخه این سری در این سبک و یک بازی بزرگ ذکر نمود. وبگاه Video Game Writers نیز تمرکز سازندگان این بازی را برجسته‌سازی ویژگی‌های مثبت و موفق بازی برادری ذکر نموده و یوبی‌سافت را در این کار موفق دانسته‌است. این وبگاه از افزایش میزان و همچنین کیفیت میان‌پرده‌های بازی نیز استقبال نموده و آن را در کنار داستان و گیم‌پلی خوب بازی، از مزایای آن به‌شمار آورده‌است. VGW همچنین از شهر استانبول نیز به عنوان یک شهر زنده و پویا یاد کرد و افزود، گرچه این شهر، برای اتزیو غریب است، اما پویایی شهر به بازیباز برای راحت‌تر شناختن شهر کمک می‌کند. این وبگاه نیز از تکراری شدن روند گیم‌پلی بازی انتقاد کرد. Joystiq به این بازی امتیاز ۴ از ۵ ستاره داد و در نقد و بررسی خود از ویژگی‌های مثبتی چون تحول در انتخاب و کنترل سلاح‌ها، تنوع در سلاح‌ها و کاراتر شدن بمب‌ها به دلیل امکان ساختن بیش از ۳۰۰ بمب با کارایی‌های مختص به خود یاد کرد. این وبگاه نیز از گنجاندن مراحل و همچنین مأموریت‌های جدیدی همچون دفاع از مخفیگاه اساسین‌ها استقبال نمود. Joystiq از حضور هر سه شخصیت اصلی نسخه‌های پیشین یعنی الطائر، اتزیو و دسموند به شکلی مناسب در این بازی استقبال و آن را خبری خوب برای طرفداران این بازی برشمرد.
وبگاه گیم‌اسپات به بازی نمره ۸ از ۱۰ را داد و در نقد و بررسی مفصلی به برخی از نقاط ضعف و قوت بازی نیز اشاره کرد. گیم‌اسپات، بهبود سازوکار کنترل شخصیت اصلی بازی، سیستم درنظر گرفته شده برای بخش تشکیل انجمن برادری اساسین‌ها، طراحی دنیایی با جزئیات زیاد و پویا، موسیقی‌های پیش‌زمینه عالی و نوع پایان بازی را از مزیت‌های بازی می‌داند. این وبگاه از بخش‌های دفاع از مخفیگاه اساسین‌ها، داستان‌های مرتبط با دسموند و البته داستان کلی بازی انتقاد کرده و آن‌ها را از نقاط ضعف بازی برشمرده است.
اساسینز کرید: افشاگری‌ها با فروش ۳٫۸۳ میلیون نسخه در پلی‌استیشن ۳، ۳٫۹۰ میلیون نسخه‌ای در ایکس‌باکس ۳۶۰ و ۰٫۴۵ میلیونی در ویندوز؛ در مجموع بیش از ۸ میلیون نسخه در سرتاسر جهان، تا تاریخ ۹ مارس ۲۰۱۳ به فروش رساند.